# Anders Byström (skådespelare)
Bernt Anders Mikael Byström, född 1 mars 1962 i Kungälv, är en svensk skådespelare. 
Byström gick ut Teaterhögskolan i Stockholm 1988 och har därefter spelat i, regisserat och skrivit manus till pjäser runt om i Sverige.
Byström har ägnat sig åt att skriva snapsvisor. Vid SM i nyskrivna snapsvisor har han tagit hem titeln som svensk mästare i snapsvisor fyra gånger (1995, 1996, 2005, 2015) och dessutom flera silver och brons. I juli 2006 gav han ut en CD-skiva med snapsvisor: Byströms bästa snapsvisor. Skivan innehåller 22 visor som spelas två gånger, en gång sjunger Byström, den andra sjunger man själv.   
Byström har arbetat som röstskådespelare. Han har framförallt arbetat med att dubba barnprogram, bland annat som Bagheera i Djungelboken 2. Han har spelat i den tysk-svenska TV-produktionen Kommissarien och havet där han gjorde den svenska rösten till seriens huvudkaraktär.
Han har undervisat i teater på Scengymnasiet i Stockholm samt arbetat som lärare i svenska som andraspråk.

## Diskografi
- 2001 – Snapsvisor För Alla Tillfällen, YLE Radio Vega – CDY-943
- 2006 – Byströms bästa snapsvisor, Ansjovis Fonogram[6][7]

## Filmografi (urval)
- 1999 – Anna Holt
- 2000 – Barnen på Luna
- 2001 – Beck - Hämndens pris
- 2001 – Kvinna med födelsemärke
- 2001–2002 – Rederiet
- 2003 – Djungelboken 2 - röst till Bagheera
- 2003 – Atlantis - Milos återkomst - röst till Ashton Carnaby
- 2007 – The Simpsons: Filmen - röst till Homer
- 2008 – Madagaskar 2 - röst till Makunga
- 2011 – Tintins äventyr: Enhörningens hemlighet - röst till Löjtnant Delcourt